# Pierre Schaeffer
Pierre Henri Marie Schaeffer (14 de agosto de 1910 - 19 de agosto de 1995) fue un compositor francés. Es considerado el creador de la música concreta. Es autor del libro titulado Tratado de los objetos musicales, en donde expone toda su teoría sobre este tipo de música. Compuso distintas obras, todas ellas basadas en la técnica de la música concreta. De entre ellas cabe destacar su Estudio para locomotoras.

## Biografía
Schaeffer nació en Nancy. Estudió en la École Polytechnique y después de un periodo como ingeniero de telecomunicaciones en Estrasburgo desde 1934, encontró un trabajo en 1936 en la Office de Radiodiffusion Télévision Française (ORTF) en París. Fue allí donde empezó a experimentar con sonidos grabados, convenciendo a los directivos de la emisora que le dejaran usar su equipo. Intentó tocar los sonidos al revés, ralentizándolos, acelerándolos y yuxtaponiéndolos con otros sonidos, técnicas todas ellas que por entonces eran virtualmente desconocidas. Su primera obra acabada como resultado de estos experimentos fue el Étude aux chemins de fer (1948) que fue hecho con grabaciones de trenes.
Para entonces, Schaeffer había fundado el grupo Jeune France, con intereses en el teatro y las artes visuales así como en la música. En 1942, cofundó el Studio d'Essai (más tarde conocido como el Club d'Essai), que tuvo un papel en las actividades de la resistencia francesa durante la Segunda Guerra Mundial, y se convirtió en un centro de actividad musical más tarde.
En 1949, Schaeffer conoció a Pierre Henry, y los dos fundaron el Groupe de Recherche de Musique Concrète (GRMC) que recibió un reconocimiento oficial por parte de la ORTF en 1951. Le dieron un nuevo estudio, que incluía un magnetófono. Esto fue un desarrollo significativo para Schaeffer, que previamente había tenido que trabajar con platos giratorios para producir su música. Schaeffer es generalmente considerado como el primer compositor que hizo música usando cinta magnética. Su continua experimentación le llevó a publicar A la recherche d'une musique concrète (En busca de una música concreta) en 1952, que era un resumen de sus métodos de trabajo hasta ese momento. Durante estos años contó también con la colaboración de la compositora Éliane Radigue, quien trabajaba periódicamente en su estudio a modo de aprendiz.
Schaeffer dejó el GRMC en 1953, pero lo reformó en 1958 con Luc Ferrari y François-Bernard Mâche como el Groupe de Recherches Musicales (GRM). Probablemente el alumno más famoso de GRM fue el músico de sintetizador Jean Michel Jarre, aunque Schaeffer más tarde comentó que las famosas obras posteriores de Jarre no le gustaban.
Con la fundación del Service de Recherche de l'ORTF en 1960, del que fue nombrado director, Schaeffer comenzó a disminuir sus actividades de compositor a favor de la investigación del sonido y la enseñanza. Una de sus últimas piezas se produjo en 1959, los Etudes aux Objets. En su nuevo cargo, continuó investigando las propiedades sónicas de los proyectos, publicando un importante trabajo sobre el tema, Traité des objets musicaux, en 1966. En él, intenta clasificar todos los objetos sonoros (objets sonores, sonidos percibidos como entidades; NO debe confundirse con objetos físicos que producen sonido) produciendo mediante la división de sus características en siete categorías.
Schaeffer desempeñó una serie de puestos como maestro, incluyendo una cátedra asociada en el Conservatorio de París desde 1968 donde enseñó composición electrónica. Hacia el final de su vida, padeció la enfermedad de Alzheimer. Murió en Aix-en-Provence.

## Música concreta
El término música concreta (en francés, musique concrète) a menudo no se comprende bien, entendiéndose como referente a simplemente hacer música con sonidos del «mundo real», o con sonidos distintos a los que hacen los instrumentos musicales. Más bien, es un intento más amplio de permitir nuevos caminos de expresión musical. Tradicionalmente, la música clásica (o seria, o perdurable) comienza como una abstracción, una notación musical sobre un papel u otro medio, que entonces se hace una música audible. La música concreta lucha por empezar por los sonidos «concretos», experimentar con ellos, y abstraerlos para incluirlos en una composición musical.
La importancia de la obra de Schaeffer con la música concreta para la creación contemporánea, es triple:
1. Desarrolló el concepto de incluir cualquier sonido dentro del vocabulario musical. Al principio se concentró en trabajar con sonidos distintos a los producidos por instrumentos musicales. Más tarde, encontró que era posible quitar la familiaridad de los sonidos de los instrumentos musicales.
2. Fue de los primeros en manipular el sonido grabado de manera que pudiera usarse en unión con otros sonidos para hacer una pieza musical. Así que puede pensarse en él como un precursor de las prácticas de sampler contemporáneas.
3. Más aún, enfatizó la importancia de jugar (usando sus palabras, jeu) en la creación musical. La idea de Schaeffer de jeu viene del verbo francés jouer, que tiene un doble significado, como el verbo inglés play; jugar y también tocar un instrumento musical. Esta noción se encuentra en el corazón del concepto de musique concrète.

### Grabaciones
- CDeMusic Distribución para EMF / Electronic Music Foundation – también en grabaciones INA-GRM

- Datos: Q315744
- Multimedia: Pierre Schaeffer / Q315744